# Liste der Äbte des Klosters Amelungsborn
Unter Abt Andreas Steinhauer (1555–1588) nahm der Konvent des Klosters Amelungsborn das Augsburger Bekenntnis an. Damit erhielt die lutherische Lehre Einzug in das Kloster bis heute.
Äbte des Klosters Amelungsborn (Weserbergland) waren und sind bis heute:
- Heinrich I. (1141–1143)
- Everhelm (um 1150 – 1184)
- Johann I. (1186)
- Hoiko (1196–1201)
- Walbert (1204/1205)
- Konrad (1209)
- Gottschalk (1213–1235)
- Dietrich (1236–1245)
- Johann II. (1246–1251)
- Arnold (1254–1269)
- Moritz (1270–1291)
- Balduin (1293–1301)
- Bertram (1302–1311)
- Gieseler (1317–1322)
- Ludolf I. (1326–1329)
- Heinrich II. (1334–1337)
- Ludolf II. (1339–1353)
- Engelhard (1353–1371)
- Johann (III.) Maske (1377–1378)
- Heinrich (III.) Rikolf (1400–1415)
- Reiner (1417–1426)
- Herwig (1431–1432)
- Johann IV. (1433)
- Saner von Horn (1438–1462)
- Johann (V.) Alremann (1463–1464)
- Heinrich (IV.) von Horn (1465–1477)
- Johann (VI.) von Dassel (1477–1483)
- Bernhard von Haselünne (1483–1485)
- Werner von der Werder (1487–1495)
- Gebhard Maske (1499–1510)
- Hermann Kannegießer (1516–1531)
- Veit Teckermester (1533–1553)
- Andreas Steinhauer (1555–1588)
- Vitus Buchius (1588–1598)
- Anton Georgius (1598–1625)
- Theodor Berckelmann (1625–1645)
- Statius Fabricius (1647–1649)
- Hermann Toppius (1655–1675)
- Herbert Rudolphi (1676–1684)
- Andreas Overbeck (1685–1686)
- Andreas Rudeloff (1686–1701)
- Johann Georg Werner (1702–1711)
- Christian Heinrich Behm (1712–1740)
- Anton August Osterreich (1740–1745)
- Theodor Wilhelm Ritmeister (1747–1774)
- Johann Friedrich Häseler (1774–1797)
- Jakob Christian Weland (1798–1813)
- Theodor Christoph Grotrian (1814–1829)
- Franz Heinrich Wilhelm Rägener (1831–1837)
- Theodor Wilhelm Heinrich Bank (1840–1843)
- Wilhelm Hille (1845–1880)
- Karl Julius Franz Stausebach (1881–1892)
- Johann Karl Theodor Schütte (1900–1912)
- Sedisvakanz (1912–1960)
- Christhard Mahrenholz (1960–1971)
- Kurt Schmidt-Clausen (1971–1989)
- Ernst Henze (1989–1996)
- Hans-Christian Drömann (1996–2002)
- Eckhard Gorka (2002–2025)
- Stephan Schaede (seit 2025)